# Phronia tricuspidata
Phronia tricuspidata är en tvåvingeart som beskrevs av Zaitzev 1997. Phronia tricuspidata ingår i släktet Phronia och familjen svampmyggor. Inga underarter finns listade i Catalogue of Life.